# Luigi I Boncompagni Ludovisi
Luigi I Boncompagni Ludovisi, noto anche come Luigi Maria (Roma, 29 aprile 1767 – Roma, 9 maggio 1841), fu il primo e l'ultimo principe sovrano di Piombino dopo la restaurazione a seguito della conquista napoleonica.

## Biografia
Luigi nacque a Roma nel 1767, figlio di Antonio II Boncompagni Ludovisi, principe di Piombino e duca di Sora, e di sua moglie, la duchessa Vittoria Sforza Cesarini.
Come suo padre, negli anni della giovinezza mantenne un atteggiamento spiccatamente anti-napoletano ed anti-spagnolo, ma dovette comunque assistere impotente all'entrata delle truppe napoleoniche nel feudo di Vignola e poi in quello di Sora nel 1796 per poi vedersi privato anche della possibilità di succedere al principato di Piombino, con l'Elba occupata dagli inglesi in risposta all'occupazione francese di Livorno. Nel 1801 il re di Napoli venne costretto a cedere alle condizioni dei francesi e fu in quel frangente che, pur non cancellando il piccolo principato di Piombino, i francesi imposero al sovrano napoletano di riconoscere loro la possibilità di nomina di un nuovo principe nei territori ormai annessi. Antonio II non venne quindi privato dei propri diritti al suo trono, ma formalmente ora la sua posizione poteva essere messa liberamente in discussione dal governo di Parigi ma come era facile immaginare, nel 1801 egli venne subito estromesso "formalmente" dal principato, venendone privato di tutti i diritti. Nel 1802 l'isola d'Elba venne definitivamente annessa alla Francia e nel 1805 il principato di Piombino venne ricostituito da Napoleone ed attribuito alla sorella Elisa.
Antonio II morì nel 1805 e Luigi, come primogenito ed erede di suo padre, preferì rimanere a Roma dove pure la sua famiglia poteva vantare un ricco patrimonio e numerosi agganci nella società aristocratica locale.
Quando l'impero napoleonico crollò nel 1814, con l'apertura del Congresso di Vienna, Luigi cercò di riottenere la sovranità perduta da suo padre sul piccolo principato di Piombino ed i principi riuniti formalmente gli riconobbero pienamente a febbraio il trono impropriamente espropriato dal Bonaparte ad Antonio II, ma alla fine del Congresso, appena un anno dopo, il 9 giugno 1815, gli venne imposto di rinunciarvi su pressione del granduca Ferdinando III di Toscana che era intenzionato a riunificare sotto la propria corona la Toscana intera (annettendovi anche lo Stato dei Presidi). Come compensazione per la perdita del principato di Piombino, Luigi venne ripagato con la somma di 800.000 francesconi toscani, col diritto di mantenere il titolo di principe di Piombino a livello puramente onorifico. Sugli altri feudi di famiglia, ed in particolare sul ducato di Sora, secolarmente assegnato alla sua famiglia, Luigi non avanzò pretese essendo questi andati perduti a favore del Regno di Napoli.
Col denaro ricavato da questa transazione, Luigi acquistò terreni e palazzi nello Stato della Chiesa a cui si sentiva sempre più legato.
Morì a Roma nel 1841.

## Matrimonio e figli
Il 24 novembre 1796, Luigi sposò la principessa Maddalena Odescalchi (10 agosto 1782 - 8 marzo 1840), figlia di Baldassarre Odescalchi, III principe Odescalchi e di sua moglie, la principessa Caterina Valeria Giustiniani. 
La coppia sette figli, tre maschi e quattro femmine:
- Vittoria (10 gennaio 1799 - 25 gennaio 1840), sposa 19 gennaio 1817 Clemente Altieri, VI principe di Oriolo (6 agosto 1795 - 21 giugno 1873)
- Giovanna (14 ottobre 1802 - 1856/1858), sposa nel 1822 con Gieronimo, Marchese Serlupi-Crescenzi
- Antonio (1808-1883), poi senatore del regno d'Italia
- Costanza (11 dicembre 1811 - 7 agosto 1851), sposata il 14 febbraio 1831 con Don Alessandro di Boncompagni-Ludovisi-Ottoboni, Duca di Fiano (20 gennaio 1805 - 29 agosto 1837)
- Maria Ippolita (21 settembre 1813 - 9 dicembre 1892), sposata il 18 maggio 1834 con Don Mario Massimo, Duca di Rignano (? - 23 maggio 1873)
- Ignazio (5 novembre 1815 - 2 febbraio 1823)
- Baldassarre (10 maggio 1821 - 13 aprile 1894)

## Albero genealogico
|                                                          |                                                   |                                                                  | Genitori                                                         |  |  | Nonni |  |  | Bisnonni                               |  |  | Trisnonni                        |  |
|                                                          |                                                   |                                                                  |                                                                  |  |  |       |  |  | Antonio I Boncompagni, VI duca di Sora |  |  | Ugo Boncompagni, IV duca di Sora |  |
|                                                          |                                                   |                                                                  |                                                                  |  |  |       |  |  | Antonio I Boncompagni, VI duca di Sora |  |  | Ugo Boncompagni, IV duca di Sora |  |
|                                                          |                                                   | Maria Ruffo                                                      |                                                                  |  |  |       |  |  | Antonio I Boncompagni, VI duca di Sora |  |  |                                  |  |
| Gaetano I Boncompagni Ludovisi, IV principe di Piombino  |                                                   |                                                                  |                                                                  |  |  |       |  |  | Antonio I Boncompagni, VI duca di Sora |  |  |                                  |  |
|                                                          |                                                   | Maria Eleonora Boncompagni Ludovisi, III principessa di Piombino | Gregorio Boncompagni, V duca di Sora, II co-principe di Piombino |  |  |       |  |  |                                        |  |  |                                  |  |
|                                                          |                                                   | Maria Eleonora Boncompagni Ludovisi, III principessa di Piombino | Gregorio Boncompagni, V duca di Sora, II co-principe di Piombino |  |  |       |  |  |                                        |  |  |                                  |  |
|                                                          |                                                   | Maria Eleonora Boncompagni Ludovisi, III principessa di Piombino | Ippolita Ludovisi, II co-principessa di Piombino                 |  |  |       |  |  |                                        |  |  |                                  |  |
| Antonio II Boncompagni Ludovisi, V principe di Piombino  |                                                   | Maria Eleonora Boncompagni Ludovisi, III principessa di Piombino |                                                                  |  |  |       |  |  |                                        |  |  |                                  |  |
|                                                          |                                                   | Augusto Chigi, II principe di Farnese                            | Agostino Chigi, I principe di Farnese                            |  |  |       |  |  |                                        |  |  |                                  |  |
|                                                          |                                                   | Augusto Chigi, II principe di Farnese                            | Agostino Chigi, I principe di Farnese                            |  |  |       |  |  |                                        |  |  |                                  |  |
|                                                          |                                                   | Augusto Chigi, II principe di Farnese                            | Maria Virginia Borghese                                          |  |  |       |  |  |                                        |  |  |                                  |  |
| Laura Chigi                                              |                                                   | Augusto Chigi, II principe di Farnese                            |                                                                  |  |  |       |  |  |                                        |  |  |                                  |  |
|                                                          |                                                   | Eleonora Rospigliosi                                             | Giovanni Battista Rospigliosi, I principe Rospigliosi            |  |  |       |  |  |                                        |  |  |                                  |  |
|                                                          |                                                   | Eleonora Rospigliosi                                             | Giovanni Battista Rospigliosi, I principe Rospigliosi            |  |  |       |  |  |                                        |  |  |                                  |  |
|                                                          |                                                   | Eleonora Rospigliosi                                             | Maria Camilla Pallavicini                                        |  |  |       |  |  |                                        |  |  |                                  |  |
| Luigi I Boncompagni Ludovisi, VI principe di Piombino    |                                                   | Eleonora Rospigliosi                                             |                                                                  |  |  |       |  |  |                                        |  |  |                                  |  |
|                                                          | Gaetano I Sforza Cesarini, II principe di Genzano | Federico Sforza di Santa Fiora, I principe di Genzano            |                                                                  |  |  |       |  |  |                                        |  |  |                                  |  |
|                                                          | Gaetano I Sforza Cesarini, II principe di Genzano | Federico Sforza di Santa Fiora, I principe di Genzano            |                                                                  |  |  |       |  |  |                                        |  |  |                                  |  |
|                                                          | Gaetano I Sforza Cesarini, II principe di Genzano | Livia Cesarini                                                   |                                                                  |  |  |       |  |  |                                        |  |  |                                  |  |
| Sforza Giuseppe Sforza Cesarini, III principe di Genzano | Gaetano I Sforza Cesarini, II principe di Genzano |                                                                  |                                                                  |  |  |       |  |  |                                        |  |  |                                  |  |
|                                                          |                                                   | Vittoria Conti                                                   | Giuseppe Lotario Conti, duca di Poli                             |  |  |       |  |  |                                        |  |  |                                  |  |
|                                                          |                                                   | Vittoria Conti                                                   | Giuseppe Lotario Conti, duca di Poli                             |  |  |       |  |  |                                        |  |  |                                  |  |
|                                                          |                                                   | Vittoria Conti                                                   | Lucrezia Colonna                                                 |  |  |       |  |  |                                        |  |  |                                  |  |
| Vittoria Sforza Cesarini                                 |                                                   | Vittoria Conti                                                   |                                                                  |  |  |       |  |  |                                        |  |  |                                  |  |
|                                                          |                                                   | Vincenzo Giustiniani, III principe di Bassano                    | Carlo Benedetto Giustiniani, II principe di Bassano              |  |  |       |  |  |                                        |  |  |                                  |  |
|                                                          |                                                   | Vincenzo Giustiniani, III principe di Bassano                    | Carlo Benedetto Giustiniani, II principe di Bassano              |  |  |       |  |  |                                        |  |  |                                  |  |
|                                                          |                                                   | Vincenzo Giustiniani, III principe di Bassano                    | Caterina Gonzaga                                                 |  |  |       |  |  |                                        |  |  |                                  |  |
| Maria Francesca Giustiniani                              |                                                   | Vincenzo Giustiniani, III principe di Bassano                    |                                                                  |  |  |       |  |  |                                        |  |  |                                  |  |
|                                                          |                                                   | Costanza Boncompagni                                             | Gregorio Boncompagni, V duca di Sora                             |  |  |       |  |  |                                        |  |  |                                  |  |
|                                                          |                                                   | Costanza Boncompagni                                             | Gregorio Boncompagni, V duca di Sora                             |  |  |       |  |  |                                        |  |  |                                  |  |
|                                                          |                                                   | Costanza Boncompagni                                             | Ippolita Ludovisi, principessa di Piombino                       |  |  |       |  |  |                                        |  |  |                                  |  |
|                                                          |                                                   | Costanza Boncompagni                                             |                                                                  |  |  |       |  |  |                                        |  |  |                                  |  |